# Успеновка (Тамбовский район)
Успеновка — упразднённое село в Тамбовском районе Амурской области России. На момент упразднения входила в состав Козьмодемьяновского сельсовета. Исключено из учётных данных в 2001 году.

## География
Село располагалось на правом берегу реки (пади) Гильчин, на расстоянии примерно 6 километров (по прямой) к северо-востоку от села Козьмодемьяновка.

## История
По данным 1926 года в Успеновке имелось 30 хозяйств (25 крестьянского типа и 5 прочих) и проживало 178 человек (98 мужчин и 80 женщин). В национальном составе населения преобладали украинцы. В административном отношении входила в состав Козьмодемьяновского сельсовета Тамбовского района Амурского округа Дальневосточного края.
По всей видимости было покинуто ещё в 1980-х годах, так как на топографических картах того времени на месте села обозначены развалины и МТФ.
Законом Амурской области от 06 июня 2001 года № 12-ОЗ село Успеновка исключено из учётных данных